# Prix Jean-Charles-Falardeau
Pour les articles homonymes, voir Falardeau.
Le Prix Jean-Charles-Falardeau était remis annuellement de 1990 à 2010 par la Fédération canadienne des sciences humaines récompensant la publication d'un ouvrage publié en français dans le domaine des sciences sociales au Canada grâce au programme d'aide à l'édition savante. Le prix Harold Adams Innis Prize visait quant à lui à récompenser un ouvrage du même domaine en anglais. À partir de 2011, ces deux prix ont été remplacés par le Prix du Canada en sciences sociales.
Son pendant en sciences humaines pour les mêmes années était le prix Raymond-Klibansky.

## Lauréates et lauréats
- 1990 - Jean-Paul Lafrance, Le Câble ou l'univers médiatique en mutation
- 1991 - Serge Courville, Entre ville et campagne. L'essor du village dans les seigneuries du Bas-Canada
- 1992 - André Cellard, Histoire de la folie au Québec, 1600-1850
- 1993 - Yves Landry, Les Filles du roi au XVIIe siècle. Suivi d'un Répertoire biographique des Filles du roi
- 1994 - Louis-Edmond Hamelin, Le Rang d'habitat. Le réel et l'imaginaire
- 1995 - Gilles Bibeau et Marc Perreault, Dérives montréalaises. À travers des itinéraires de toxicomanies dans le quartier Hochelaga-Maisonneuve
- 1996 - René Hardy, La sidérurgie dans le monde rural. Les hauts fourneaux du Québec au XIXe siècle
- 1997 - Pierre Camu, Le Saint-Laurent et les Grands Lacs au temps de la voile, 1608-1850
- 1998 - Michel Morin, L'Usurpation de la souveraineté autochtone. Le cas des peuples de la Nouvelle-France et des colonies anglaises de l'Amérique du Nord
- 1999 - Dominique Marshall, Aux origines sociales de l'État-providence
- 2000 - Bernard Allaire, Pelleteries, manchons et chapeaux de castor. Les fourrures nord-américaines à Paris, 1500-1632
- 2001 - Daniel Dagenais, La fin de la famille moderne. Signification des transformations contemporaines de la famille.
- 2002 - Gervais Carpin, Étude du monde migratoire de la France vers la Nouvelle-France
- 2003 - Yves Théorêt, Le fédéralisme et les communications. Les relations intergouvernementales au Canada de 1984 à 1993
- 2004 - Gilles Havard, Empire et métissages. Indiens et Français dans le Pays d'en Haut, 1660-1715
- 2005 - Gilles Bibeau, Le Québec transgénique. Science, marché, humanité
- 2006 - Denyse Baillargeon, Un Québec en mal d’enfants. La médicalisation de la maternité, 1910-1970
- 2007 - Marie-Aimée Cliche, Maltraiter ou punir? La violence envers les enfants dans les familles québécoises, 1850-1969
- 2008 - Claude Gélinas, Les autochtones dans le Québec post-confédéral, 1867-1960
- 2009 - Michel Seymour, De la tolérance à la reconnaissance : une théorie libérale des droits collectifs